# الحرب الأهلية البوليفية
الحرب الأهلية البوليفية، المعروفة أيضًا بالحرب الفيدرالية (الإسبانية: Guerra Federal) حرب أهلية في بوليفيا بدأت عام 1898 واستمرت حتى عام 1899. شهدت الحرب وجود فصيلين: فصيل محافظ تدعمه النخب السياسية والاقتصادية والدينية في البلاد، ويسيطر على القوات المسلحة البوليفية، ويدافع عن الدولة الموحدة، وآخر ليبرالي معارض للسياسات التي تضعها الدولة، ويهدف إلى تحويل البلاد إلى دولة اتحادية، بدعم من الفلاحين والسكان الأصليين والشركات الكاثوليكية الصغيرة.
فاز الفصيل الليبرالي في نهاية الحرب، الأمر الذي وضع حدًا لحكم المحافظين البوليفيين السياسي الذي دام لعقود، وأدى إلى حدوث تغييرات سياسية تسمى الثورة الفيدرالية (الإسبانية: revolución federal). شملت نتائج الحرب محاولة نقل عاصمة البلاد من سوكري إلى لاباز، بيد أن الصراعات السياسية اللاحقة اعترضت هذه العملية، ما أحبط محاولة النقل، وعرقل التحول إلى جمهورية فيدرالية أيضًا، ولذلك بقيت سوكري العاصمة الدستورية، في حين أصبحت لاباز مقر الحكومة الفعلي، وهو الوضع الذي ما زال قائمًا حتى وقتنا الحاضر.
خلال الحرب، ارتكب الفصيلان جرائم ضد السكان المدنيين، وفي داخل الإقليم الذي يسيطر عليه كل فصيل، أدت موجة من الثورات والثورات المضادة إلى زيادة تعقيد الحياة اليومية للمدنيين. بالإضافة إلى ذلك، كانت المصالح الأجنبية حاضرةً أيضًا، لأن الليبراليين كانت لهم صلات قوية مع بيرو، ونفس الشيء بالنسبة المحافظين مع تشيلي.
تميزت فترة ما بعد الحرب بخيبة أمل عامة من المجلس الإداري الحكومي الاتحادي الذي أنشأه أعضاء من الحزب الليبرالي بعد الحرب. رغم أن المجلس أجرى بعض الإصلاحات السياسية، إلا أنه واصل اتباع إجراءات سياسية قام بها أسلافه إلى حد كبير، بما في ذلك الحفاظ على الدولة الموحدة ورفض أي إمكانية لإقامة دولة فيدرالية أو اتحادية. بالإضافة إلى ذلك، لم تف الحكومة الجديدة بالوعود التي قطعتها إلى الطبقات الريفية والسكان الأصليين، وقوبلت مظاهراتهم بالاضطهاد والإعدام. كانت أبرز عملية إعدام بهذه الفترة هي إعدام بابلو زاراتي ويلكا، زعيم السكان الأصليين الذي أثبت أنه الحليف الأكبر للفصيل الليبرالي أثناء الحرب.
استمرت الآثار السياسية للحرب الأهلية أثناء القرن العشرين، إذ كانت أسسها الأيديولوجية تشكل الأساس لثورات سياسية لاحقة، مثل الثورة البوليفية عام 1952.

## خلفية
بعد الهزيمة في معركة تاكنا في مايو 1880، انسحبت بوليفيا من حرب المحيط الهادئ، وانقسم سياسيوها إلى فصيلين: فصيل المحاربين، الذين سعوا إلى استئناف المواجهة العسكرية من أجل استعادة الوصول إلى المحيط الهادئ، والسلميين الذين أيدوا إنهاء الحروب والصراعات وتوقيع معاهدة مع تشيلي. كان الفصيل الأول في معظمه مكونًا من جماعات لها صلات قوية بالمؤسسة العسكرية والمصالح التجارية في بيرو، في حين كان أصحاب الفصيل الآخر من كبار ملاك الأراضي من جنوب بوليفيا، الذين استفادوا من السلام مع تشيلي.
كان زعماء فصيلي المحاربين والسلميين أسلافًا مباشرين لزعماء حزبي المحافظين والليبراليين على التوالي. قاد إليودورو كاماتشو، وهو سياسي بارز ومحارب في حرب المحيط الهادئ، فصيل اللبيراليين، في حين كان للمحافظين ثلاثة قادة هم غريغوريو باتشيكو، وأنيسيتو ارسي، وماريانو بابتيستا، وجميعهم لهم صلات بقطاع التعدين. أدى فوز باتشيكو في الانتخابات العامة عام 1883 وضغط مالكو المناجم في جنوب بوليفيا إلى توقيع معاهدة فالبارايسو مع تشيلي في 4 أبريل 1884، والتي أعطت مقاطعة أنتوفاغاساتا البوليفية حتى الآن إلى تشيلي. كان فقدان المنافذ المباشرة إلى البحر بمثابة ضربة قوية للنخبة التجارية من الكريول، لأنه حد من الفرص التجارية للبلد. بقي المحافظون على رأس السلطة السياسية لعدة فترات متتالية: باتشيكو (1884-1888)، وأرسي (1888-1892)، وباتيستا (1892-1896). في الانتخابات العامة التي جرت في عام 1896، انتخب سيفيرو فرنانديز رئيسًا.